# Biała (województwo kujawsko-pomorskie)
Biała (niem. Bialla) – wieś w Polsce, położona w województwie kujawsko-pomorskim, w powiecie tucholskim, w gminie Tuchola. Miejscowość jest częścią składową sołectwa Klocek.
Ośrodek wczasowy (domki letniskowe). W pobliżu znajduje się jezioro Białe. W latach 1975–1998 miejscowość administracyjnie należała do województwa bydgoskiego. Według Narodowego Spisu Powszechnego (III 2011 r.) liczyła 70 mieszkańców. Jest najmniejszą miejscowością gminy Tuchola.
W 1943 roku administracja okupacyjna wprowadziła dla miejscowości nazwę niemiecką Bielen.